# Apollon du Pirée
Pour les articles homonymes, voir Apollon (homonymie).
L'Apollon du Pirée est un kouros, une sculpture grecque archaïque, en bronze, mais problématique. Il est daté par certains vers 520 av. J.-C. environ ou au tout début du Ve siècle av. J.-C.. Mais il était considéré par le spécialiste Claude Rolley comme une imitation, probablement au deuxième quart du Ve siècle, d'une statue du troisième quart du VIe siècle. Il est conservé au Musée archéologique du Pirée.

## Histoire
Il a été retrouvé en 1959, en même temps que l'Athéna du Pirée et les deux Artémis du Pirée, dans un entrepôt du Pirée incendié lors la prise du port par les Romains, en -86. Cette statue attendait vraisemblablement d'être exportée vers l'Italie et pourrait provenir de Délos.

## Description
Comme les trois autres statues qui l'accompagnaient, il a été réalisé par la technique de la fonte creuse, selon la méthode indirecte à la cire perdue.
L'Apollon du Pirée représenterait selon George Steinhauer (el) l'ultime étape dans l'évolution des kouroï archaïques : après les figures robustes, bien portantes, rayonnantes d'assurance et souriantes de jeunes aristocrates comme le kouros d'Anávyssos, de la grande décennie de la sculpture archaïque 530-520, le motif du kouros avait été divisé en types : l'athlète, le héros et le dieu, grâce à de fines différences dans la forme, la posture et l'expression du corps. L'inversion du geste standard du kouros - ici il étend la jambe droite - vise à souligner le côté du corps où il tend la phiale, en offrant une libation. Le visage ne sourie d'ailleurs pas comme s'il s'agissait d'un kouros, car la statue qui incarne le dieu  manifeste logiquement une grande solennité dans l'acte qu'elle accomplit.
Le kouros, d'une hauteur de 1,92 m, tenait des objets dont il reste des traces dans les mains. Claude Rolley précise que cet Apollon tenait certainement une phiale et un arc. Le dieu est donc identifié par l'arc probable, qu'il tenait dans sa main gauche, tandis que dans la droite, il devait tenir une phiale — peut-être en or — comme l'indiquent les représentations du dieu sur des récipients et des sculptures miniatures. « Apollon aux cheveux dorés », il a également été identifié par ses cheveux qui, avec le pubis, étaient recouverts d'une fine feuille d'or.
À part cela il est intact, présentant seulement un peu de corrosion et quelques fissures sur la jambe gauche. Ces fissures seraient dues, selon, Rolley à la corrosion de l'armature en fer. George Steinhauer précise en effet que l'enveloppe extérieure est très épaisse et que des sections de son noyau d'argile et de son armature de fer ont été trouvées à l'intérieur de la statue.

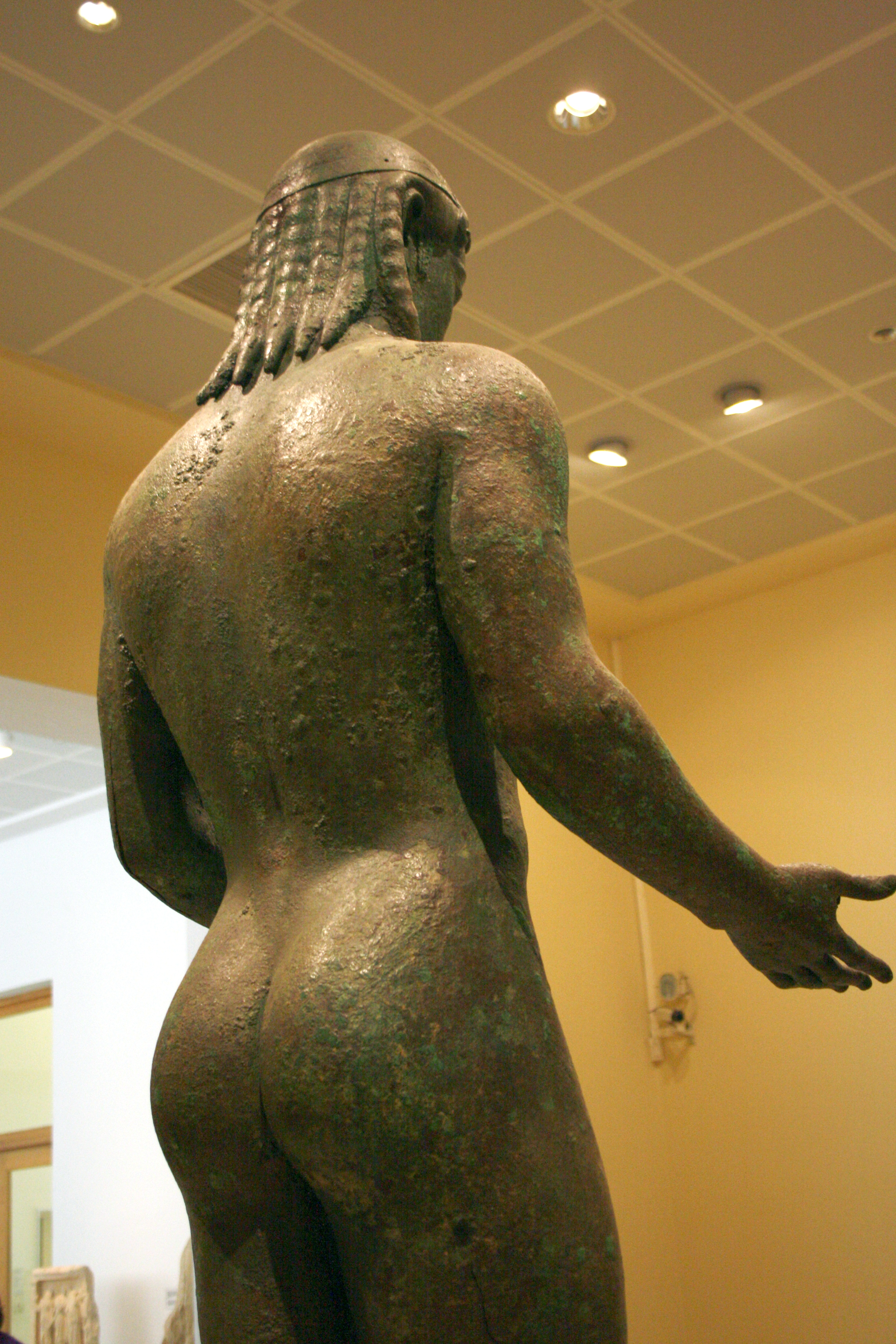
Le dos de la statue
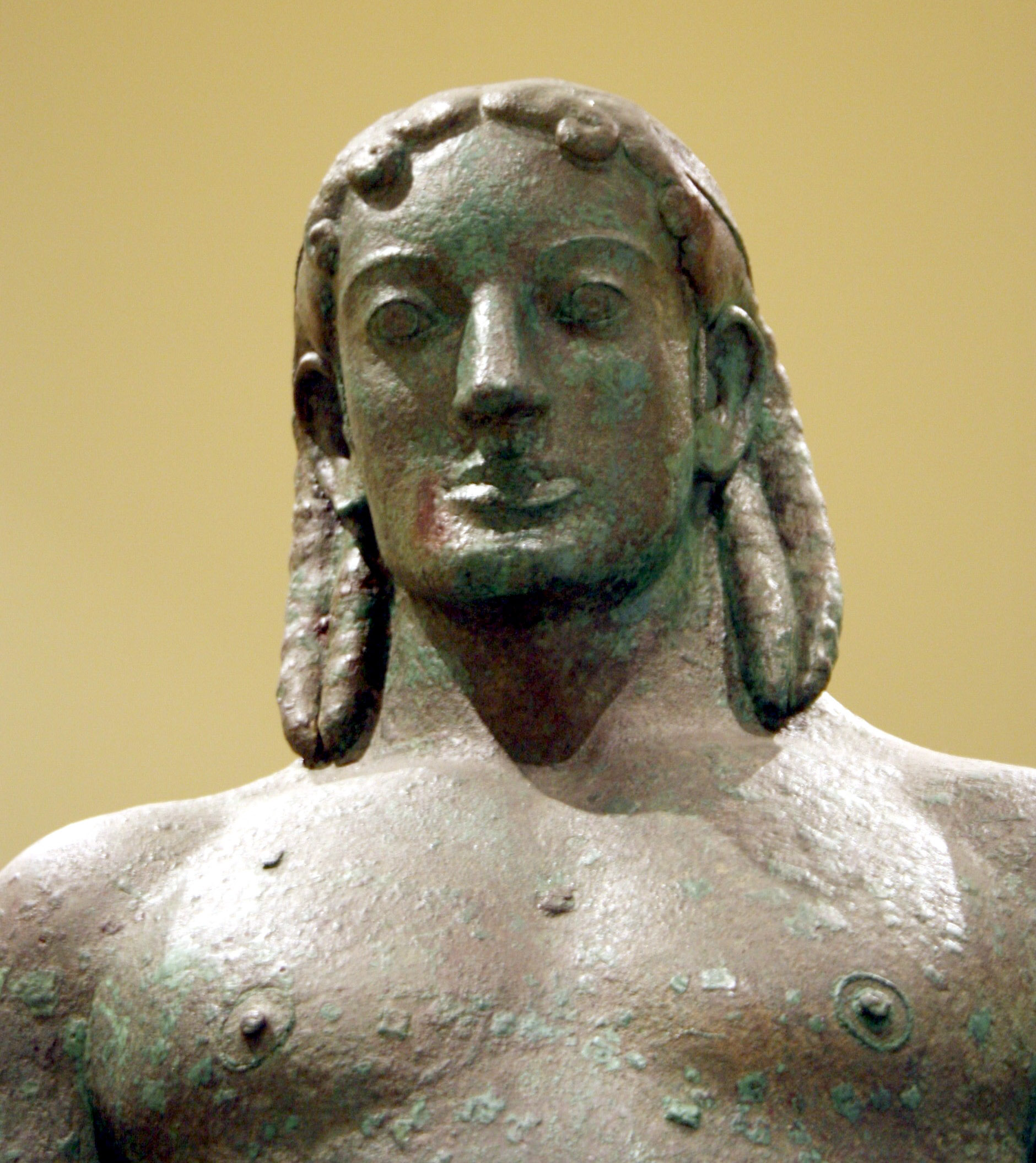
Visage de l'Apollon du Pirée
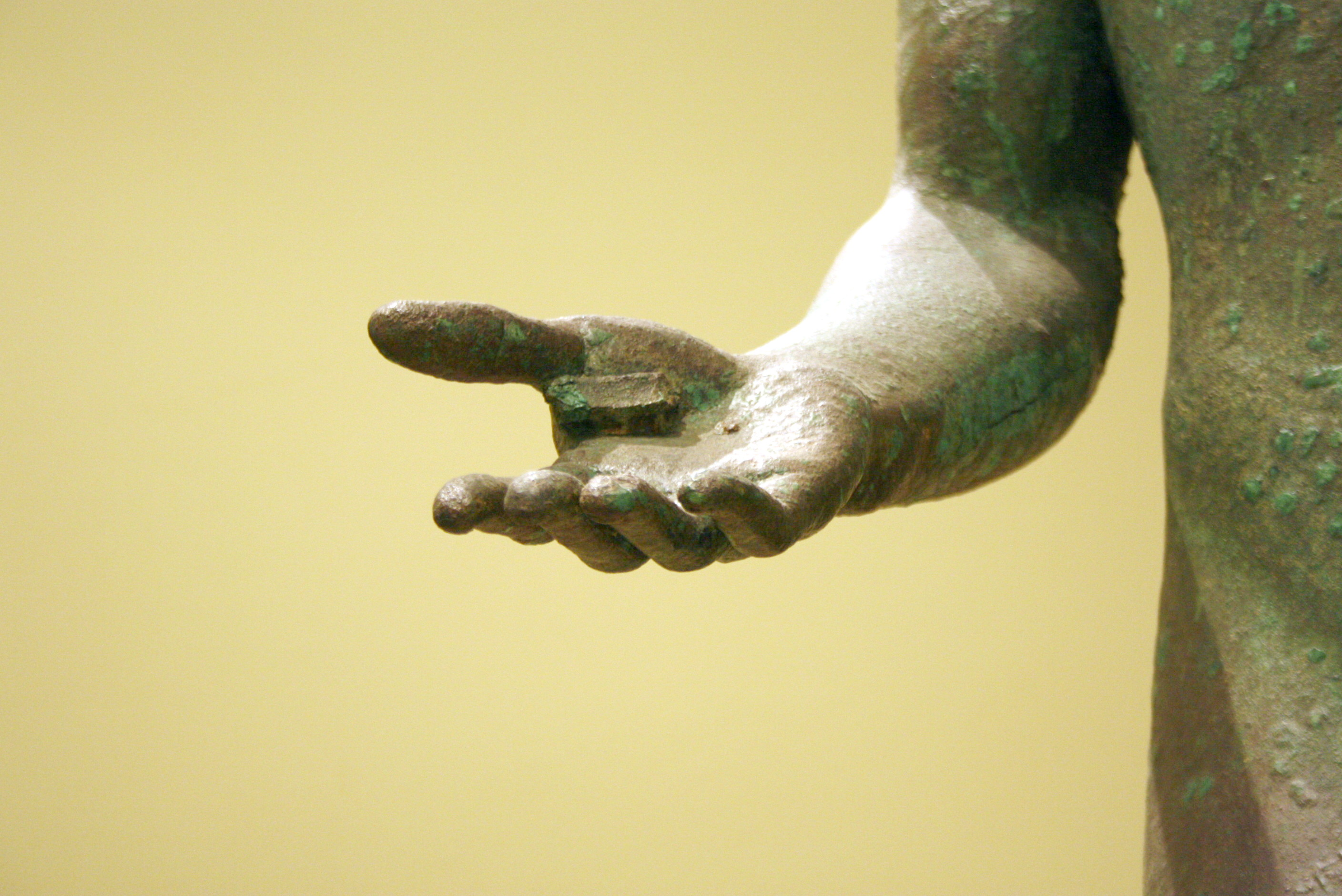
Main droite de l'Apollon du Pirée